# Watford
Watford város az Egyesült Királyságban, Angliában, Hertfordshire megyében, mely egyben a megye legnagyobb városa. Watford lakossága 90 300 fő volt a 2011-es népszámláláskor. A város ad otthont a Watford FC hivatásos labdarúgó klubnak.

## Fontos személyek
Az alábbi személyek vagy Watfordban születtek, vagy hosszabb ideig a városban laktak.
- Tom Carroll (1992–), angol labdarúgó, korábban a Tottenham Hotspur játékosa.
- Jack Collison (1992–), labdarúgó edző, korábban a West Ham United és a walesi válogatott játékosa
- Geri Halliwell (1972–), angol énekesnő, a Spice Girls tagja.
- Vinnie Jones (1965–), színész és egykori labdarúgó
- Anthony Joshua (1989–), olimpiai bajnok, profi WBA, IBF, WBO és IBO nehézsúlyú világbajnok ökölvívó
- KSI (1993–), Youtuber, internetes személyiség, rapper, énekes, ökölvívó és színész
- Simon Le Bon (1958–), énekes, dalszerző és költő, a Duran Duran new wave együttes frontembere
- Bernard Lloyd (1934–2018), színész és televíziós személyiség
- LTJ Bukem (1967–), drum and bass zenész, producer és DJ
- Paul Robinson (1978–), visszavonult angol labdarúgó, aki többek között a Watford csapatában is játszott.
- Terry Scott (1927–1994), filmszínész, komikus, a Folytassa vígjátékban betöltött szerepéért ismert
- Gareth Southgate (1970–), korábbi angol válogatott labdarúgó, jelenleg az angol férfi labdarúgó-válogatott szövetségi kapitánya
- Ian Walker (1971–), visszavonult angol labdarúgó, kapusedző